# Victor Vacquier
Victor Vacquier, Sr. (13 tháng 10 năm 1907 – 11 tháng 1 năm 2009) là một giáo sư địa vật lý thuộc Scripps Institution of Oceanography của Đại học California, San Diego.
Vacquier sinh ở Sankt-Peterburg, Nga. Năm 1920, Vacquier thoát li khỏi Nội chiến Nga, băng qua vịnh Finland đến Helsinki bằng xe ngựa trượt tuyết, sau đó đến Pháp và (năm 1923) đến Hoa Kỳ. Ông lấy bằng cử nhân khoa học ngành kỹ thuật điện tử năm 1927 ở Đại học Wisconsin, và bằng cao học vật lý năm 1929, nhưng ông chưa bao giờ lấy bẳng tiến sĩ. Ông đã làm việc ở Gulf Research Laboratories, nghiên cứu về Gulf Oil, ở Pittsburgh, Pennsylvania, và sau đó trong suốt chiến tranh thế giới thứ 2 ông chuyển đến làm việc ở Airborne Instruments Laboratory của Đại học Columbia, tại đây ông ứng dụng fluxgate magnetometer, loại thiết bị mà ông đã phát minh được ở Gulf, để nhận dạng đáy biển. Sau chiến tranh, Ông làm việc ở Sperry Gyroscope Inc. phát triển gyrocompasses; sau đó năm 1953, ông đến làm việc ở New Mexico Institute of Mining and Technology, ở đây ông làm việc về nhận dạng nước ngầm. Ông đến làm việc ở Scripps năm 1957, ông đã chỉ đạo một chương trình dùng thiết bị do dòng từ của ông để đo cấu trúc trường từ của Trái đất dưới đáy biển; phát hiện của ông về những thay đổi lớn theo kiểu đới nứt nẻ Mendocino, là yếu tố động lực chính theo sau thuyết Kiến tạo mảng, mà các việc đo đạc của ông sau này cũng hỗ trợ mạnh mẽ.